# Електричні явища
Електричні явища — це звичні та незвичні події, які можна спостерігати, які висвітлюють принципи фізики в електриці і пояснюються ними. Електричні явища — дещо довільний поділ електромагнітних явищ.
Деякі приклади є
- Ефект Біфельда-Браунаа — думку Томаса Таунсенда Брауна, чиїм ім'ям назване явище відоме, як антигравітаційний ефект, його, як правило, відносять до електрогідродинаміки (ЕГД) або іноді динаміка електро-рідини, що є аналогом загальновідомої магнітогідродинаміки.
- Біоелектрогенез — вироблення електрики живими організмами.
- Контактна електрика — явище електризації контактним шляхом. Коли два тіла торкаються один одного, вони іноді спонтанно заряджаються (одине отримує негативний заряд, інше позитивний заряд).
- Постійний струм — (раніше: гальванічний струм) або «безперервний струм»; Постійний потік електронів через провідник такий, як дріт від високого до низького потенціалу.
- Електролюмінесценція — явище, при якому речовини випромінюють світло під час проходження через них електричного струму, а також світіння кристалів під дією електричного поля.
- Електрична провідність — рух заряджених частинок, носіїв заряду, при розміщенні в електричному полі.
- Електричний удар — фізіологічна реакція біологічного організму на проходження електричного струму через тіло.
- Фероелектричний ефект — явище, при якому речовини, які мають спонтанний дипольний електричний момент в одній із кристалічних фаз, що існує в певному діапазоні температур.
- Індуктивність — явище, здатність провідника накопичувати енергію магнітного поля, коли в ньому протікає електричний струм.
- Блискавка — потужний природний електростатичний розряд, що утворюється під час грози. Різкий електричний розряд блискавки супроводжується випромінюванням світла.
- Фотопровідність — явище, зміни електропровідності речовини при поглинанні електромагнітного випромінювання, такого як видиме, інфрачервоне, ультрафіолетове або рентгенівське випромінювання.
- Фотоефект — явище взаємодії світла або будь-якого іншого електромагнітного випромінювання з речовиною, при якому енергія фотонів передається електронам речовини.
- П'єзоелектричний ефект — здатність певних кристалів генерувати напругу у відповідь на прикладене механічне напруження.
- Плазма — плазма виникає, при нагріванні газу до дуже високої температури і він розпадається на позитивні та негативні заряди.
- Піроелектричний ефект — здатність певних матеріалів виробляти тимчасову напругу при їх нагріванні або охолодженні..
- Редокс — (заст. окисно-відновна реакція) Хімічна реакція, при якій змінюються стани окислення атомів.
- Статична електрика — Клас явищ, пов'язаних з незбалансованим зарядом, наявним на об'єкті, що зазвичай стосується заряду напругами достатньої величини для створення видимого притягання (наприклад, статичного чіпляння), відштовхування та іскри.
- Іскри — електричний спалах в середовищі, який виробляє плазмовий розряд, подібний на миттєву іскру, що виникає внаслідок проходження струму через зазвичай непровідні середовища, наприклад повітря.
- Телуричні струми — електричні струми надзвичайно низької частоти, які виникають природним шляхом в земній корі.
- Термоелектронна емісія — випромінювання електронів з нагрітого електрода, як правило, катода, принцип, що лежить в основі функціонування більшості вакуумних труб.
- Термоелектричний ефект — ефект Зеебека, ефект Пельтьє та ефект Томсона.
- Гроза — електричний шторм, такий стан погоди, який характеризується наявністю блискавки та супроводжується акустичним впливом на атмосферу Землі, відомим як грім.
- Трибоелектричний ефект — явище електризації тіл при терті. Ефект зумовлений встановленням і розривом контакту між тілами при терті.
- Свистуни[1] — радіохвилі дуже низької частоти, які генерується блискавкою.